# Grzegorz Wojtkowiak
Grzegorz Wojtkowiak (Kostrzyn nad Odrą, 1984. január 26. –) lengyel válogatott labdarúgó, jelenleg a TSV 1860 München játékosa. Posztját tekintve jobb oldali védő.

## Pályafutása

### Klubcsapatban
Labdarúgó pályafutását a Celuloza Kostrzyn nad Odrą utánpótlás csapataiban kezdte.
2003 és 2006 között az Amica Wronki játékosa volt, 2006 és 2012 között a Lech Poznańt erősítette. Összesen 107 mérkőzésen lépett pályára és 3 gólt szerzett.
2012. április 23-án aláírt a német TSV 1860 München-hez.

### A válogatottban
A lengyel válogatottban 2008. szeptemberében debütált egy San Marino elleni világbajnoki selejtezőn.
Az Európa-bajnoki keretszűkítést követően a szövetségi kapitány Franciszek Smuda nevezte őt a 2012-es Eb-re készülő 23 fős keretébe.

## Sikerei, díjai
Lech Poznań
- Ekstraklasa: győztese, 2009–10